# De diepte
A De diepte (magyarul: A mélység) a holland S10 énekesnő dala, mellyel Hollandiát képviselte a 2022-es Eurovíziós Dalfesztiválon Torinóban. A dal belső kiválasztás során nyerte el a dalversenyen való indulás jogát.

## Eurovíziós Dalfesztivál
2021. december 7-én vált hivatalossá, hogy a holland műsorsugárzó (AVROTROS) az énekesnőt választotta ki az ország képviseletére a 2022-es Eurovíziós Dalfesztiválon.
A versenydalt 2022. március 3-án mutatták be a Tuschinski Színházban, majd később a dalfesztivál hivatalos YouTube-csatornáján. Az ország eurovíziós történelmében 2010 óta ez az első alkalom, hogy holland nyelven hangzik el az ország versenydala.
A dalfesztivál előtt Amszterdamban, hazai eurovíziós rendezvényen népszerűsítette versenydalát.
Az Eurovíziós Dalfesztiválon a dalt először a május 10-én rendezett első elődöntőben adta elő fellépési sorrend szerint nyolcadikként a Bulgáriát képviselő Intelligent Music Project Intention című dala után és a Moldovát képviselő Zdob și Zdub & Advahov Brothers Trenulețul című dala előtt. Az elődöntőből második helyezettként sikeresen továbbjutott a május 14-i döntőbe, ahol fellépési sorrendben tizenegyedikként lépett fel, a Spanyolországot képviselő Chanel SloMo című dala után és az Ukrajnát képviselő Kalush Orchestra Stefania című dala előtt. A szavazás során a zsűri szavazáson összesítésben nyolcadik helyen végzett 129 ponttal (Olaszországtól maximális pontot kapott), míg a nézői szavazáson tizennegyedik helyen végezett 42 ponttal, így összesítésben 171 ponttal a verseny tizenegyedik helyezettje lett.
A következő holland induló Mia Nicolai és Dion Cooper Burning Daylight című dala volt a 2023-as Eurovíziós Dalfesztiválon.

## A dal háttere
A dal az énekesnő legszemélyesebb emlékeiről szól.
A dal egy tisztelgés az emlékek és a szomorúság előtt, amelyeket magunkkal hordozunk. Mindenki él már át nehéz időszakot az életében, ez mindannyiunkban közös. Remélem az emberek kevésbé érzik magukat egyedül a dal hallgatása közben.

## Dalszöveg
Hoo-ooh, hah-ahh-ahh

Hier in de diepte hoor ik steeds maar weer je naam

Hoo-ooh, hah-ahh-ahh

Oh, mijn lief, wat moet ik nou?

Ik zit diep en ik wil jou niet laten gaan

Hoo-ooh, hah-ahh-ahh

Itt a mélyben újra és újra hallom a nevedet

Hoo-ooh, hah-ahh-ahh

Ó, szerelmem, most mit csináljak? 

A mélységben vagyok, és nem akarlak elengedni